# Che cos'è la rivoluzione industriale
Che cos'è la rivoluzione industriale è un libro scritto da Claude Fohlen, docente universitario alla Sorbona di Parigi, specialista in storia degli Stati Uniti e della rivoluzione industriale.
Pubblicato in Francia nel 1971, è diventato un testo universitario, grazie all'analisi dei molteplici fattori intrecciati che hanno dato l'origine e la spinta propulsiva a quel processo così vasto ed ancora in parte misterioso, e che ha avuto come conseguenza un grande sviluppo delle forze produttive in alcuni paesi europei, americani ed asiatici.
L'autore approfondisce il fenomeno chiamato take-off, il decollo, lo sviluppo produttivo, valutando la molteplicità dei fattori causali, economici, tecnologici, politici, religiosi, sociali che una volta compresi pienamenti potrebbero essere innescati nei paesi sottosviluppati.
L'autore ripercorre le principali teorie espresse dai più grandi esperti, ed inoltre ve ne aggiunge una elaborata da lui. Una delle parti più approfondite è quella che analizza le conseguenze positive e quelle negative della rivoluzione, anche dai punti di vista ambientale, ecologico, medico e sanitario.

## Edizioni
- Claude Fohlen, Che cos'è la rivoluzione industriale, Feltrinelli, Milano, 1976,  pp. 217, cap.6.